# František Haupt
František Haupt (* 13. Juli 1910 in Stará Boleslav; † 31. Juli 1938 in Nová Paka) war ein tschechoslowakischer Radrennfahrer und nationaler Meister im Radsport.

## Sportliche Laufbahn
Haupt war im Straßenradsport und aktiv. 1932 und 1935 gewann er die nationale Meisterschaft im Straßenrennen. 1930 wurde er Vizemeister hinter Ladislav Brůžek, 1929 wurde er Dritter. Er startete bei den Straßenradsport-Weltmeisterschaften 1930, 1932, 1934 (9. Platz) und 1935. Haupt wollte 1935 Berufsfahrer werden, erhielt jedoch von seinem Verband keine Freigabe und bekam zunehmend Schwierigkeiten mit den Radsportfunktionären seines Landes. Er wurde auch nicht für die Olympischen Sommerspiele 1936 in Berlin nominiert. Ab 1936 wandte er sich dem Motorradsport zu, hatte einige Erfolge und starb bei einem Rennunfall 1938.